# Tuffi ai XIV Giochi panamericani
Le competizioni di tuffi ai XIV Giochi panamericani si sono svolte al Centro Acquatico - Centro olimpico Juan Pablo Duarte di Santo Domingo, in Repubblica Dominicana, dal 6 al 10 agosto 2003.

## Risultati

### Uomini
| Evento                     | Oro                                        | Perform. | Argento                                      | Perform. | Bronzo                                | Perform. |
| Tuffi individuali          |                                            |          |                                              |          |                                       |          |
| Trampolino 3m (dettagli)   | Alexandre Despatie                         | 683,19   | Fernando Platas                              | 675,48   | Troy Dumais                           | 627,42   |
| Piattaforma 10m (dettagli) | Rommel Pacheco                             | 667,86   | Cassius Duran                                | 634,59   | Alexandre Despatie                    | 626,37   |
| Tuffi sincronizzati        |                                            |          |                                              |          |                                       |          |
| Trampolino 3m (dettagli)   | Canada Alexandre Despatie Philippe Comtois | 317,40   | Cuba Erick Fornaris Álvarez Jorge Betancourt | 313,83   | Stati Uniti Troy Dumais Justin Dumais | 313,35   |
| Piattaforma 10m (dettagli) | Canada Alexandre Despatie Philippe Comtois | 340,44   | Messico Fernando Platas Rommel Pacheco       | 327,09   | Stati Uniti Kyle Prandi Mark Ruiz     | 320,52   |

### Donne
| Evento                     | Oro                                     | Perform. | Argento                                   | Perform. | Bronzo                                          | Perform. |
| Tuffi individuali          |                                         |          |                                           |          |                                                 |          |
| Trampolino 3m (dettagli)   | Blythe Hartley                          | 504,63   | Émilie Heymans                            | 502,17   | Juliana Veloso                                  | 482,22   |
| Piattaforma 10m (dettagli) | Émilie Heymans                          | 658,44   | Juliana Veloso                            | 503,85   | Blythe Hartley                                  | 474,81   |
| Tuffi sincronizzati        |                                         |          |                                           |          |                                                 |          |
| Trampolino 3m (dettagli)   | Canada Émilie Heymans Blythe Hartley    | 298,62   | Messico Laura Sánchez Soto Paola Espinosa | 275,70   | Stati Uniti Sara Hildebrand Cassandra Cardinell | 250,50   |
| Piattaforma 10m (dettagli) | Canada Émilie Heymans Marie-Ève Marleau | 310,95   | Messico Laura Sánchez Soto Paola Espinosa | 278,70   | Cuba Iohana Cruz Yolanda Ortíz                  | 264,78   |

## Medagliere
| Posizione | Nazione     | Oro | Argento | Bronzo | Totale |
| --------- | ----------- | --- | ------- | ------ | ------ |
| 1         | Canada      | 7   | 1       | 2      | 10     |
| 2         | Messico     | 1   | 4       | 0      | 5      |
| 3         | Brasile     | 0   | 2       | 1      | 3      |
| 4         | Cuba        | 0   | 1       | 1      | 2      |
| 5         | Stati Uniti | 0   | 0       | 4      | 4      |
| Totale    | Totale      | 8   | 8       | 8      | 24     |